# 梅冉纳图书馆
梅冉纳图书馆（Bibliothèque Méjanes）是法国普罗旺斯地区艾克斯的市公共图书馆。该图书馆于1810年11月16日成立，设于普罗旺斯艾克斯市政厅，于1989年迁入前火柴工厂。1993年，以其为中心，形成利夫雷城（Cité du Livre）。

## 位置
它位于法国普罗旺斯地区艾克斯市中心，阿卢梅特街（rue des Allumettes）8-10号。

## 历史
梅冉纳图书馆起源于著名的图书收藏家梅冉纳侯爵（1729-1786年）的遗产。1786年他去世时，将将近8万册藏书交给普罗旺斯政府，条件是在普罗旺斯地区艾克斯开放一个图书馆 以造福大众。普罗旺斯政府接受了条件，将这些书运到普罗旺斯地区艾克斯市政厅，同时安排建筑师J.A.雷蒙德为他们寻找一座永久性建筑。
在法国大革命（1789- 1799 年）期间，图书在市政厅受到保护。1810年，图书馆向公众开放，位于市政厅二楼的三间大房间内。由于政府帮助和私人捐赠，其藏品在十九世纪得到扩展。直到1989年，梅冉纳图书馆一直设在市政厅。此后迁入一个关闭的火柴工厂， 1993年，以其为中心，形成利夫雷城（Cité du Livre），包括独立电影的放映室、众多的活动室和工作空间。这里还有圣琼·佩斯基金会和儒勒·艾萨克协会。